# Zespół MORM
Zespół MORM (ang. MORM syndrome) – rzadki zespół wad wrodzonych, opisany w 2006 roku u czternastu spokrewnionych pacjentów. MORM to akronim od głównych objawów zespołu: opóźnienia umysłowego (mental retardation), otyłości typu centralnego (truncal obesity), dystrofii siatkówki (retinal dystrophy) i nieprawidłowo małego prącia (micropenis). Typowane locus genu odpowiedzialnego za zespół MORM  to 9q34.